# 小行星5480
小行星5480（英語：5480）是一颗围绕太阳公转的小行星。1989年12月23日，上田清二、金田宏在钏路市发现了此天体。
这颗小行星的绝对星等为163.6669407014504等。